# Crouching Tiger, Hidden Dragon: Sword of Destiny
Crouching Tiger, Hidden Dragon: Sword of Destiny è un film del 2016 diretto da Yuen Wo Ping.
La pellicola, di genere wuxia, è il sequel de La tigre e il dragone, film del 2000 diretto da Ang Lee.

## Promozione
Il primo trailer viene diffuso il 7 dicembre 2015 attraverso il canale YouTube di Netflix.

## Distribuzione
Il film è uscito a Hong Kong il 18 febbraio, in Cina il 19 febbraio, ed è stato distribuito in tutto il mondo su Netflix, e negli Stati Uniti in contemporanea anche al cinema in poche selezionate sale IMAX, a partire dal 26 febbraio 2016.